# Raniero Remorini
Raniero Remorini   (Bolonya, 1783 - Bolonya, 1827) fou un baix italià. Dotat d'una veu expandida i flexible, va ser un dels baixos més importants en el seu moment, i un dels que va elegir Rossini per estrenar Torvaldo e Dorliska i Mosè in Egitto.